# Opération Ramadan
Guerre Iran-Irak
Batailles
- Opération Kaman 99
- Bataille de Khorramchahr
- Siège d'Abadan
- Opération Morvarid

- Bataille de Nasr
- Attaque sur H-3

- Opération Samen-ol-A'emeh
- Victoire Indéniable
- Beit ol-Moqaddas
- Ramadan

- Opération Anfal
- Valfajr 2
- Valfajr 6
- Badr
- 1re bataille d'Al Faw
- Kerbala 5 et 6
- Nasr 4

- Opération Nous nous en remettons à Dieu
- Opération Mersad

- Opération Sugar
- Opération Earnest Will
- Opération Prime Chance
- Opération Eager Glacier
- Incident de Bridgeton
- Opération Praying Mantis

- Opération Opéra (raid israélien)
- Incident de l’USS Stark
- Vol Iran Air 655

L’opération Ramadan est une offensive iranienne menée début juillet 1982 près de Bassorah pendant la guerre Iran-Irak. Il s'agit de l'une des plus grandes batailles terrestres depuis la fin de la Seconde Guerre mondiale.

## Prélude
À la mi-1982, les forces irakiennes sont repoussées hors d'Iran, perdant tous les gains qu'elles avaient fait durant l'invasion de 1980. Un tiers de la force aérienne irakienne est mis hors de combat. Saddam Hussein utilise le prétexte de l'intervention militaire israélienne au Liban de 1982 pour demander la fin de la guerre et envoyer de l'aide aux Palestiniens. Téhéran rejette cependant les offres de paix de Bagdad et se prépare à lancer une offensive contre l'Irak.

## Déroulement de l'opération
L'offensive est précédée par deux jours d'intenses bombardements d'artillerie. Le 13 juillet, le code suivant est diffusé sur les fréquences radio des lignes iraniennes : Ya Saheb ez-Zaman! Ya Saheb ez-Zaman!. Plus de 100 000 Pasdaran et Basij montent alors à l'assaut des lignes irakiennes. Les troupes irakiennes s'étaient retranchées derrière de formidables défenses, concrétisées par des bunkers et des positions d'obusiers. Le moral des Irakiens était par ailleurs au plus haut, s'agissant de défendre leur propre nation. Saddam Hussein fait doubler le nombre d'effectifs de l'armée irakienne, passant de 250 000 hommes (12 divisions et 3 brigades indépendantes) à 500 000 hommes (23 divisions et 9 brigades).
Pensant être défaits, les Basij sont envoyés en martyr pour nettoyer les champs de mines irakiens afin de permettre aux Pasdaran d'avancer. Les soldats iraniens, manquant de munitions, chargent également les positions irakiennes, subissant ainsi de lourdes pertes. Au bout du 8e jour d'offensive, les Iraniens sont cependant en mesure de progresser de 16 kilomètres en Irak et de capturer plusieurs ponts. Les attaques offensives prennent rapidement fin et l'Irak fait alors décoller des Mil Mi-25 et des Aérospatiale SA340 Gazelle armés d'Euromissile HOT afin de neutraliser l'infanterie mécanisée et les chars iraniens. Des combats aériens opposent MiG irakiens aux F-4 Phantom II iraniens. Les Irakiens font également usage à grande échelle d'armes chimiques, contribuant à leurs succès, dont du gaz lacrymogène mettant en déroute une division iranienne entière.
Le 16 juillet, l'Iran tente de percer en direction du nord et parvient à repousser les Irakiens. Toutefois, près de Bassora, les troupes iraniennes mal équipées sont encerclées par les Irakiens lourdement armés. Certains sont capturés, d'autres tués. Les AH-1 Cobra parviennent cependant à éviter la déroute des Iraniens. Trois autres attaques similaires ont lieu sur la route reliant Khorramshahr à Bagdad à la fin du mois mais aucune ne fut fructueuse.
Les percées iraniennes sont finalement défaites par le déploiement de la 3e, de la 9e et de la 10e divisions blindées irakiennes. 
Au total, les pertes s'élèvent à 80 000 tués (les deux camps confondus).

## Conséquences
L'opération a été la première de nombreuses offensives désastreuses qui ont coûté la vie de milliers de soldats des deux côtés (80 000 tués, 200 000 blessés et 45 000 capturés). Les Iraniens n'avaient pas une maîtrise effective d'un appui aérien et logistique nécessaires pour soutenir une attaque en première ligne. Plusieurs tentatives de cessez-le-feu ont été proposées par Saddam Hussein les années suivantes, mais aucune n'a été acceptée par le régime islamique iranien.